# غيفنغ يو أب
«غيفنغ يو أب» (بالإنجليزية: Giving You Up)‏ أو «أتخلى عنك» هي أغنية للفنانة الأسترالية كايلي مينوغ من ألبومها لأفضل الأعمال ألتيميت كايلي (2004). وتم إصدارها بوصفها ثاني وآخر منفردة من الألبوم في 28 مارس 2005. وهي من تأليف مينوغ وكذلك ميراندا كوبر، براين هيغنز، تيم باول، ليزا كاولينغ، بول وودز، نيك كولر، في حين تولى الإنتاج هيغنز وكسينومانيا. الأغنية هي من صنف موسيقى الرقص، وتعتمد على آلات السينسيثزر ولوحات المفاتيح. وكان هذه آخر منفردة تصدرها قبل أن يتم تشخيصها بسرطان الثدي بعد شهرين، واستأنفت مسيرتها عام 2007 بأغنية «2 هارتس».
لقيت الأغنية ردود فعل متباينة من نقاد الموسيقى، الذين أثنوا على غناء مينوغ لكن لم يعجبوا بالإنتاج والتأليف. وصلت الأغنية على المراكز العشرة الأوائل في كل من أستراليا والمملكة المتحدة، ودخلت قوائم الأغاني أيضا في النمسا، بلجيكا، الدنمارك، وفنلندا. تم تكليف أليكس ومارتن بإخراج فيديو كليب الأغنية، وتظهر فيه مينوغ وهي عملاقة وتمشي في شوارع لندن. أدت مينوغ الأغنية على جولة واحدة هي شوغيرل: غريتيست هيتس.